# Stockton University
Die Stockton University ist eine staatliche Universität in Galloway Township. Sie ist Teil des öffentlichen Hochschulsystems von New Jersey. Sie ist benannt nach Richard Stockton, einem der Unterzeichner der U.S. Declaration of Independence aus New Jersey. Die 1968 gegründete Universität nahm 1971 ihre erste Klasse auf. Sie hat heute etwa 10.000 Studierende und einen zweiten Campus in Atlantic City.